# 小嶋健太
小嶋 健太（こじま けんた、1987年5月12日 - ）は、静岡放送（SBS）の社員。元アナウンサー。妻はフリーアナウンサーの大槻有沙
静岡県磐田市出身。磐田東高等学校、専修大学商学部マーケティング学科卒業。

## 担当番組

### 現在

#### テレビ
- スポーツ中継
- 静岡新聞ニュース
- みなスポ

#### ラジオ
- 静岡新聞ニュース

### 過去

#### テレビ
- クワバタオハラとイケメンアナ?の温泉に行こう（新潟放送・信越放送・テレビ山梨との4局共同制作）
- 東日本実業団対抗女子駅伝（2011年・2013年大会第5中継所実況） ※TBSテレビ制作だが、SBSにはネットされていない。
- イブアイしずおか（金曜メインキャスター→ニュースキャスター）
- Soleいいね!（水・木曜MC）
- SBSみなスポ5

#### ラジオ
- 山田辰美の土曜はごきげん
- 小嶋健太のLesson1
- アナらじ （月曜日担当）